# Lomtjärnen (Arvidsjaurs socken, Lappland, 726800-162627)
Lomtjärnen är en sjö i Arvidsjaurs kommun i Lappland och ingår i Skellefteälvens huvudavrinningsområde.